# Aluminiumgalliumnitrid
Aluminiumgalliumnitrid (AlGaN AlxGa1-xN) ist eine Legierung aus Aluminiumnitrid (AlN) und Galliumnitrid (GaN) und zählt zu der Gruppe der III-V-Verbindungshalbleiter.
Die Legierung dient als Werkstoff zur Herstellung von Leuchtdioden (LED) vom sichtbaren grünen Farbbereich bis zum UV-C-Bereich mit Wellenlängen knapp unter 250 nm. Die konkrete Wellenlänge wird im Rahmen der Herstellung durch Variation des Mischungsverhältnisses von Aluminiumnitrid zu Galliumnitrid eingestellt. Im Jahr 2016 zeigten Nakamura et al. eine grün emittierende LED-Entwicklung auf Basis von Al0.30Ga0.70N, die eine maximale Lichtausbeute von 239 lm/W bei ca. 525 nm hatte.
Weitere Anwendung des III-V-Verbindungshalbleiters liegen als Werkstoff bei High-Electron-Mobility-Transistoren (HEMT) als Detektor für ultraviolette Strahlung. Zur Bildung von Heteroübergängen in der Halbleitertechnik wird die Legierung Aluminiumgalliumnitrid gemeinsam mit den beiden Ausgangshalbleitern Aluminiumnitrid und Galliumnitrid eingesetzt.